# 諫早茂行
諫早 茂行（いさはや しげゆき）は、江戸時代中期の武士。肥前国佐賀藩士。諫早鍋島家（諫早氏）8代当主。

## 略歴
正徳4年（1714年）、7代諫早邑主・諫早茂晴の次男として誕生。
享保17年（1732年）、8代邑主となる。寛延2年（1751年）12月、藩の養子による世継問題に関与したことが不調法であるとして、地米四千石（石高換算一万石）を減封の上、蟄居となり、子・行孝に家督を譲った。また、この処分に対して財政財政が逼迫し困窮すると家臣や百姓が幕府へ直訴を企てた百姓騒動が起こった。（諫早騒動）隠居の後は茂綿と改め、愚生と号した。
明和2年（1765年）、死去。子の行孝は9代、茂成は10代、茂図が11代諫早邑主となった。

## 系譜
- 父：諫早茂晴（1680-1736）
- 母：於福 - 諫早茂元娘
- 室：山伏王円坊妹
  - 男子：諫早行孝（1736-1753）
- 室：松本政右衛門娘
  - 男子：諫早茂成（1743-1769）
- 生母不明の子女
  - 三男：諫早茂図（1747-1815）